# ハープーン作戦
ハープーン作戦 (ハープーンさくせん、Operation Harpoon) は、第二次世界大戦の地中海攻防戦において、1942年（昭和17年）6月10日から15日に、イギリス軍を主軸とする連合国軍が地中海で実施したジブラルタルからマルタ島への増援輸送作戦である。
連合国軍の輸送船6隻をイギリス海軍のH部隊が護衛していたが、枢軸国（イタリア王国、ドイツ）の邀撃により大損害を受け、マルタに辿り着けた輸送船は2隻だけだった。
本作戦中の6月15日、ハープーン船団部隊とイタリア巡洋艦部隊（軽巡2、駆逐艦5）の間で生起した海戦をパンテレリア沖海戦 (Battle of Pantelleria) と呼ぶ。同時期にアレクサンドリアの地中海艦隊が実施したヴィガラス作戦も失敗しており、マルタの危機的状況は変わらなかった。

## 背景
1942年（昭和17年）初頭以降、地中海戦域においてマルタ島の重要性はますます増した。
エルウィン・ロンメル将軍が率いるドイツアフリカ軍団が北アフリカ戦線で攻勢に出ており、5月にはガザラをめぐる地上戦が繰り広げられていた。トブルクを奪還して勢いに乗るロンメル軍団だが、補給なしでは進撃を続けられず、アレクサンドリア手前のエル・アラメインで停止した。
枢軸軍は北アフリカ戦線に補給物資や増援部隊を送りたかったが、このイタリア本土～リビアを結ぶ補給路の脅威となっていたのが、マルタを拠点とするイギリス軍（小規模水上艦部隊、第10潜水艦戦隊、基地航空隊）であった。マルタからの攻撃で枢軸側輸送船団の被害が大きくなると、輸送船団はマルタを大きく迂回する補給ルートへの変更を余儀なくされた。
枢軸国軍（ドイツ軍、イタリア軍）は基地航空隊（ドイツ空軍、イタリア空軍）を活用して、マルタの弱体化を試みる。
絶え間ない空襲と並行して、枢軸国は空挺部隊によるマルタ攻略を検討していた。このヘラクレス作戦（イタリア側呼称Operazione C3）はアドルフ・ヒトラー総統の躊躇によって7月中旬以降に延期されていたが、もし発動されればマルタの陥落は免れない。
イギリスにとっても、マルタは地中海の重要拠点だった。マルタは大西洋のジブラルタルと、アレクサンドリアおよびスエズ運河を結ぶ中継地点である。もしマルタが占領されると、連合国軍のシーレーンは寸断されてしまう。すなわち北アフリカ戦線における連合国軍の全作戦が瓦解することを意味していた。連合国軍は補給船団を幾度もマルタへ派遣するとともに、航空母艦を利用してマルタに戦闘機を空輸するクラブラン (Club Run) を実施した。
ところがクラブランを実施中の1941年後半よりドイツ海軍 (Kriegsmarine) が地中海にUボートを派遣して作戦を開始したので、連合国軍の悩みが増えた。そして11月中旬にイギリス海軍のH部隊が実施したパーペテュアル作戦の帰路、英空母アーク・ロイヤル (HMS Ark Royal，91) がドイツ潜水艦U-81に撃沈された。11月25日、戦艦バーラム (HMS Barham) がドイツ潜水艦U-331に撃沈された。
他にもイタリア王国海軍の潜水艦と人間魚雷がアレクサンドリアのイギリス地中海艦隊にコマンド作戦を実施、12月18日に主力艦2隻（クイーン・エリザベス、ヴァリアント）とタンカーを大破着底させた。この時期のイギリス海軍は地中海にキング・ジョージ5世級戦艦やイラストリアス級航空母艦を投入しなかったので、地中海艦隊やH部隊は旧式戦艦や旧式空母でイタリア艦隊に立ち向かうことになった。
1942年（昭和17年）3月下旬のMG1作戦では、連合国軍輸送船団が枢軸国軍の航空機と水上艦隊の攻撃で大損害を受け（第2次シルテ湾海戦）、マルタのイギリス軍や住民の燃料と食糧事情は改善しなかった。
5月上旬のバウアリー作戦で、イギリス海軍の空母イーグル (HMS Eagle) とアメリカ海軍の空母ワスプ (USS Wasp, CV-7) がマルタに59機のスピットファイアを届けた。
マルタに増強されたイギリス空軍戦闘機はドイツ空軍のメッサーシュミットや爆撃機を撃退し、枢軸側に制空権を握らせなかった。それでもマルタの補給状況は限界に達しており、現地では降伏も視野にはいっていた。連合国がマルタを救うには、大規模補給作戦を実施するしかなかった。
地中海艦隊の新司令長官サー・ヘンリー・ハーウッド提督は、二つのマルタ輸送作戦を実施することになった。一つはビガラス (Operation Vigorous) で、地中海艦隊に護衛された連合軍輸送船団がアレキサンドリアからマルタへ向かう。
ジブラルタルから地中海を東進してマルタにむかう輸送作戦はハープーン (Operation Harpoon) と命名され、エドワード・サイフレット中将が率いるH部隊 (Force H) が担当した。

## 船団編成
本作戦により編成されたMW4船団は、輸送船6隻（貨物船5隻、タンカー1隻）、セシル・キャンベル・ハーディ大佐（旗艦「カイロ」）が率いる直接護衛隊（軽巡1隻、駆逐艦9隻、掃海艇部隊）を基幹とする。
貨物船トロイラス (Troilus) 、バードワーン (Burdwan) 、チャント (Chant) 、タニンバー (Tanimbar) 、オラリィ (Orari)  、タンカーケンタッキー (Kentucky) 、軽巡洋艦 (防空巡洋艦) カイロ (HMS Cairo，D87)、駆逐艦ベドウィン (HMS Bedouin) 、マーン (HMS Marne，G35) 、マッチレス (HMS Matchless，G52) 、イシュリール (HMS Ithuriel，H05) 、パートリッジ (HMS Partridge，G30) 、ブランクネイ (HMS Blankney) 、ミドルトン (HMS Middleton，L74) 、バズワース (HMS Badsworth) 、ポーランド海軍のクヤヴィアック (ORP　Kujawiak，L72) など。
間接護衛部隊 (Force W) として、アルヴァン・カーティス少将が率いる戦艦1隻、空母2隻、巡洋艦3隻、駆逐艦8隻が途中まで随伴した。
戦艦マレーヤ (HMS Malaya) 、改造空母イーグル (HMS Eagle) 、軽空母アーガス (HMS Argus，I49)、軽巡洋艦ケニア (HMS Kenya) 、カリブディス (HMS Charybdis) 、リヴァプール (HMS Liverpool) 、駆逐艦オンズロー (HMS Onslow，G17) 、イカルス (HMS Icarus，D03) 、エスカペイド (HMS Escapade) 、アンテロープ (HMS Antelope，H36)、ウィシャート (HMS Wishart，D67) 、ウェストコット (HMS Westcott，D47) 、レスラー (HMS Wrestler，D35) 、ヴィデット (HMS Vidette，D48) からなる艦隊であった。
W部隊の2空母には合計16機のシーハリケーン (Sea Hurricanes) 、6機のフルマー (Fulmars) 、18機のソードフィッシュ (Swordfish) が搭載されていた。内訳は、イーグルに（シーハリケーン16、フルマー4）、アーガスに（フルマー2、ソードフィッシュ18）であった。なお支援艦隊（W部隊）はマルタ島への行程半場、ボン岬東方で輸送船団の護衛をやめ、ジブラルタルへ引き返すことになっていた。これは枢軸軍の潜水艦・魚雷艇・航空攻撃の猛攻が予想されるマルタ周辺に、貴重な空母を投入することを躊躇したものと見られる。イタリア軍の魚雷艇部隊や、ドイツ軍が地中海に派遣したSボートは、連合軍にとって無視できない脅威であった。

## 経過

### 出撃
6月12日、連合国軍輸送船団はジブラルタルを出撃した。アブディール級敷設巡洋艦（機雷敷設艦）ウェルシュマン (HMS Welshman，M84) は船団部隊から単独で分離し、一足先にマルタにむかった。
6月14日朝、ハープーン船団はサルディニア島から飛来したイタリア空軍機の攻撃を受けた。
空母2隻（イーグル、アーガス）から戦闘機が発進し、イタリア空軍とドイツ空軍爆撃機の波状攻撃からイギリス艦隊を守り抜く。それでも完璧というわけにはゆかず、SM.79の攻撃で貨物船タニンバー (Tanimbar) が沈没、軽巡洋艦リヴァプール (HMS Liverpool) が損傷した。リヴァプールは駆逐艦アンテロープ (HMS Antelope，H36) に曳航され、駆逐艦ミドルトン (HMS Middleton，L74) などに護衛されてジブラルタルに後退した。リヴァプールは幾度か空襲を受けたが、帰投することができた。
14日夜、ボン岬東方のシチリア海峡で支援艦隊（W部隊）が引き返した。ハーディー大佐は引き続き軽巡カイロに将旗を掲げ、駆逐艦と掃海艇部隊を率いて船団護衛を続けた。

### パンテレリア沖海戦
イタリア王国海軍のアンジェロ・イアキーノ海軍最高司令官は、ヴィガラス船団の迎撃にリットリオ級戦艦2隻と巡洋艦4隻を投入し、ハープーン船団にはアルベルト・ダ・ザラ上級少将が率いる巡洋艦部隊を攻撃に向かわせた。
6月15日夜明け頃、パンテッレリーア島近海までたどり着いた連合国軍直接護衛隊および輸送船団を、ザラ提督（第七巡洋戦隊司令官）が率いる軽巡エウジェニオ・ディ・サヴォイア (Eugenio di Savoia)、ライモンド・モンテクッコリ (Raimondo Montecuccoli)、駆逐艦アスカリ (Ascari) 、アルフレッド・オリアーニ、プレムダ (Pemuda) 、ウゴリーノ・ヴィヴァルディ (Ugolino Vivaldi) 、ランツェロット・マロチェッロ (Lanzerotto Malocello) が襲撃した。これをパンテレリア沖海戦と呼称する。
イタリア艦隊（軽巡2隻、駆逐艦5隻）に対し、ハープーン船団部隊では旗艦、ハント級駆逐艦、掃海艇部隊が煙幕を展開した。英駆逐艦ベドウィンが駆逐隊を率いてイタリア艦隊にむけて突撃し、伊巡洋艦の砲撃で2隻（ベドウィン、パートリッジ）が大破した。また連合国軍船団にイタリア駆逐艦2隻（ヴィバルディ、マロチェッロ）が接近して攻撃をおこない、イギリス側護衛部隊も反撃する。砲雷撃戦で英艦隊旗艦カイロが損傷し、イタリア駆逐艦ヴィヴァルディが損傷した。イタリア艦隊は煙幕で敵状が掴めなくなり、自艦の偵察機からの報告もなく、積極的な行動に出られなかった。
イタリア艦隊が距離をとったころ、枢軸国軍機の空襲がおこなわれた。シチリア島から飛来したSM.79、MC.200、Ju87 (Junkers Ju 87 Stuka) が攻撃をおこなう。マルタから飛来した戦闘機がイギリス側の上空援護をおこなっていたが、空母のように継続的な哨戒ができず、爆撃を許してしまう。貨物船チャント (Chant) が沈没、油槽艦ケンタッキー (Kentucky) が損傷した。掃海艇ヘーベ (HMS Hebe，J24) が曳航を開始したが6ノットしかだせず、船団部隊後方に落伍した。
約1時間後に空襲があり、貨物船バードワン (Burdwan) が沈没した。さらにイタリア艦隊が接近し、航行不能になっていた英駆逐艦ベドウィンが沈められた。掃海艇へーべはイタリア艦隊に砲撃されて損傷し、ケンタッキーは撃沈された。
午後2時30分頃、マルタを飛び立った少数のボーフォート (Bristol Beaufort) 雷撃機とアルバコア複葉雷撃機 (Fairey Albacore) がイタリア艦隊を攻撃した。イタリア艦隊に損害はなかったが、ザラ提督は今迄に挙げた戦果に満足し、ナポリに戻っていった。
イタリア艦隊が去ったので、ハープーン船団部隊は隊列を組み直し、マルタ島を目指す。その後もハープーン船団部隊は何度か空襲を受けたが、今度は大きな被害を受けなかった。15日夜、マルタ島に辿り着いた。だがバレッタ到着前に掃海が終わっていない機雷原に入り込み、最後の損害を出す。機雷により護衛艦艇複数隻（マッチレス、バズワース、へーべ、クヤヴィアック）と貨物船オラリィが損傷し、このうちポーランド海軍の駆逐艦クヤヴィアックは轟沈であったという。

## 結果
ハープーン船団がジブラルタルを出撃した時の輸送船は6隻だったが、マルタ島に到着できた輸送船は2隻（トロイラス、オラリィ）だった。アレクサンドリアからマルタを目指したヴィガラス作戦は完全に失敗し、輸送船は1隻もマルタに辿り着けなかった。すなわち、二つのマルタ増援輸送作戦をおおむね阻止した枢軸国（ドイツ、イタリア王国）の勝利である。追い詰められたマルタでは、降伏も視野に入れるようになった。この窮地を救うため、イギリス海軍は僅かに成功したハープーン作戦にちなみ、ジブラルタルからマルタを目指すペデスタル作戦 (Operation Pedestal) を計画した。
マルタに揚陸できた補給物資は、2隻合計で15,000トン、マルタの住民に必要な食糧一ヶ月分であった。また燃料を搭載したケンタッキーの沈没は痛手だった。8月中旬に実施予定のペデスタル作戦が失敗した場合、マルタの陥落は避けられなくなった。

### 注
1. ↑  空母ワスプおよびH部隊が4月に実施したカレンダー作戦 (Operation Calendar) ではマルタにスピットファイア47機（発進48機中、未着1機）を届けたが[36]、ドイツ空軍の連日にわたる攻勢で、すぐに消耗してしまった[37]。
2. ↑  枢軸国軍魚雷艇部隊は連合国軍艦艇を直接攻撃するだけでなく、不時着機の救助、連合国拠点周辺への機雷敷設など、多様な任務に従事していた[48]。
3. ↑  敷設艦ウェルシュマンは6月15日にマルタで揚陸すると再度出撃、ハープーン船団に合流して護衛部隊に加わった。
4. ↑  戦闘爆撃機CR.42 (FIAT CR.42) 19機、戦闘機MC.200 (Macchi M.C.200 "Saetta") 20機、SM.79 (Savoia-Marchetti SM.79 Sparviero) 18機、Z.1007b (CANT Z.1007 Alcione) 18機[4]。
5. ↑  駆逐艦パートリッジがベドウィンの曳航を試みていたが、イタリア艦隊に発見されて逃走した。ベドウィン沈没後、生存者はイタリア軍の捕虜となった。

## 参考書籍
- ブライアン・クーパー 著、実松譲 訳、中野五郎 日本語版監修「5　ロンメル軍、米・英魚雷艇に泣く」『高速魚雷艇　PT Boat　神出鬼没、海のギャング』サンケイ新聞社出版局〈第二次世界大戦ブックス39〉、1972年7月。
- ピーター・シャンクランド、アンソニー・ハンター、杉野茂 訳「第2章　マルタ島の苦境」『マルタ島攻防戦』朝日ソノラマ〈文庫版新戦史シリーズ〉、1986年12月。ISBN 4-257-17078-6。
- ピーター・スミス 著、野田昌宏 訳「9　北アフリカ戦線の攻防」『ユンカース急降下爆撃機　STUKA AT WAR　ドイツ空軍の電撃兵器』サンケイ新聞社出版局〈第二次世界大戦ブックス59〉、1974年6月。
- 福田誠『第二次大戦 海戦事典1939～45』光栄、1998年。
- アルフレッド・プライス 著、北畠卓 訳『ドイツ空軍　Luftwaffe　ヨーロッパ上空、敵機なし』サンケイ新聞社出版局〈第二次世界大戦ブックス19〉、1971年11月。
- レオンス・ペイヤール 著、長塚隆二 訳「太平洋戦争 ― 日本の憩潮　一九四二年三月～一九四三年六月」『潜水艦戦争　1939-1945』早川書房、1973年12月。
- ジョン・ベダー 著、山本親雄 訳『スピットファイア　Spitfire　英国を救った戦闘機』サンケイ新聞社出版局〈第二次世界大戦ブックス16〉、1971年8月。
- カーユス・ベッカー、松谷健二 訳「第4部　地中海の戦い」『呪われた海　ドイツ海軍戦闘記録』フジ出版社、1973年7月。
- ドナルド・マッキンタイヤー、寺井義守 訳「6.独・伊海軍を制圧」『空母　日米機動部隊の激突』株式会社サンケイ出版〈第二次世界大戦文庫23〉、1985年10月。ISBN 4-383-02415-7。
- 三野正洋『地中海の戦い』朝日ソノラマ〈文庫版新戦史シリーズ〉、1993年6月。ISBN 4-257-17254-1。
- Llewellyn-Jones, M. (2007). The Royal Navy and the Mediterranean Convoys: A Naval Staff History. Naval Staff Histories. London: Routledge. ISBN 0-415-39095-8.